# Lee Hwa Chungs sats
Inom matematiken är Lee Hwa Chungs sats ett resultat som säger att om M är en symplektisk mångfald med symplektisk form ω, och {\displaystyle \alpha } är en differential k-form på M som är invariant för alla Hamiltonska vektorfält, då är
- {\displaystyle \alpha =0} om k är udda

- {\displaystyle \alpha =c\times \omega ^{\wedge {\frac {k}{2}}}} där {\displaystyle c\in \mathbb {R} } om k är jämn.

### Allmänna källor
- Lee, John M., Introduction to Smooth Manifolds, Springer-Verlag, New York (2003) ISBN 0-387-95495-3. Graduate-level textbook on smooth manifolds.